# Onside
Onside er et dansk fodboldmagasin, der bliver sendt hver søndag aften på TV3+ efter aftenens livekamp fra Superligaen. Programmet sender reportager og interviews fra alle rundens kampe i Superligaen, samt fra andre store sportsbegivenheder, især boksning og Formel 1.
Den nuværende vært er Mads Laudrup, der også har fungeret på stationens Premier League-dækning. Tidligere har Camilla Martin også været frontfigur på udsendelserne gennem mange år. Rækken af tidligere værter på programmet tæller Peter Palshøj, Mette Cornelius, Carsten Werge, Per Frimann, Dan Engelsted, Jakob Kjeldbjerg, Lotte Thor Høgsberg Helle Smidstrup og Dan Hirsch Sørensen.